# Chuuk
Chuuk (dawny zapis: Truk; ang. Chuuk State) – najludniejszy z czterech stanów wchodzących w skład Sfederowanych Stanów Mikronezji. Od zachodu graniczy ze stanem Yap, a od wschodu ze stanem Pohnpei. Powierzchnia stanu wynosi 116,2 km². Pod względem administracyjnym, stan dzieli się na 35 municypiów (gmin).

## Geografia
W skład stanu wchodzi 16 atoli, grup wysp i pojedynczych wysp (licząc od zachodu): Manila Reef, Puluwat, Pulap, Pulusuk, Namonuito (grupa 6 atoli i wysp), Fayo, Nomwin, Murilo, Chuuk, Neoch, Nema, Losap, Namoluk, Ettal, Satowan, Lukunor. Najwyższym wzniesieniem stanu jest Winipot (443 m n.p.m.) znajdujący się na wyspie Tol.

## Demografia
Stan zamieszkany jest przez ok. 49 tys. osób (według spisu z 2010 r.), a jego stolica, miejscowość Weno, przez 16 tys. osób. Stan jest zróżnicowany etnicznie, a jego ludność posługuje się językami: chuuk, mortlock, namonuito, pááfang, puluwat i angielskim. Najbardziej rozpowszechnione z tych języków to chuuk (posługuje się nim ok. 38 tys. osób – jest to najliczniejszy język Mikronezji) i mortlock (ok. 6000 osób), najmniej osób posługuje się zaś językiem namonuito – 950.

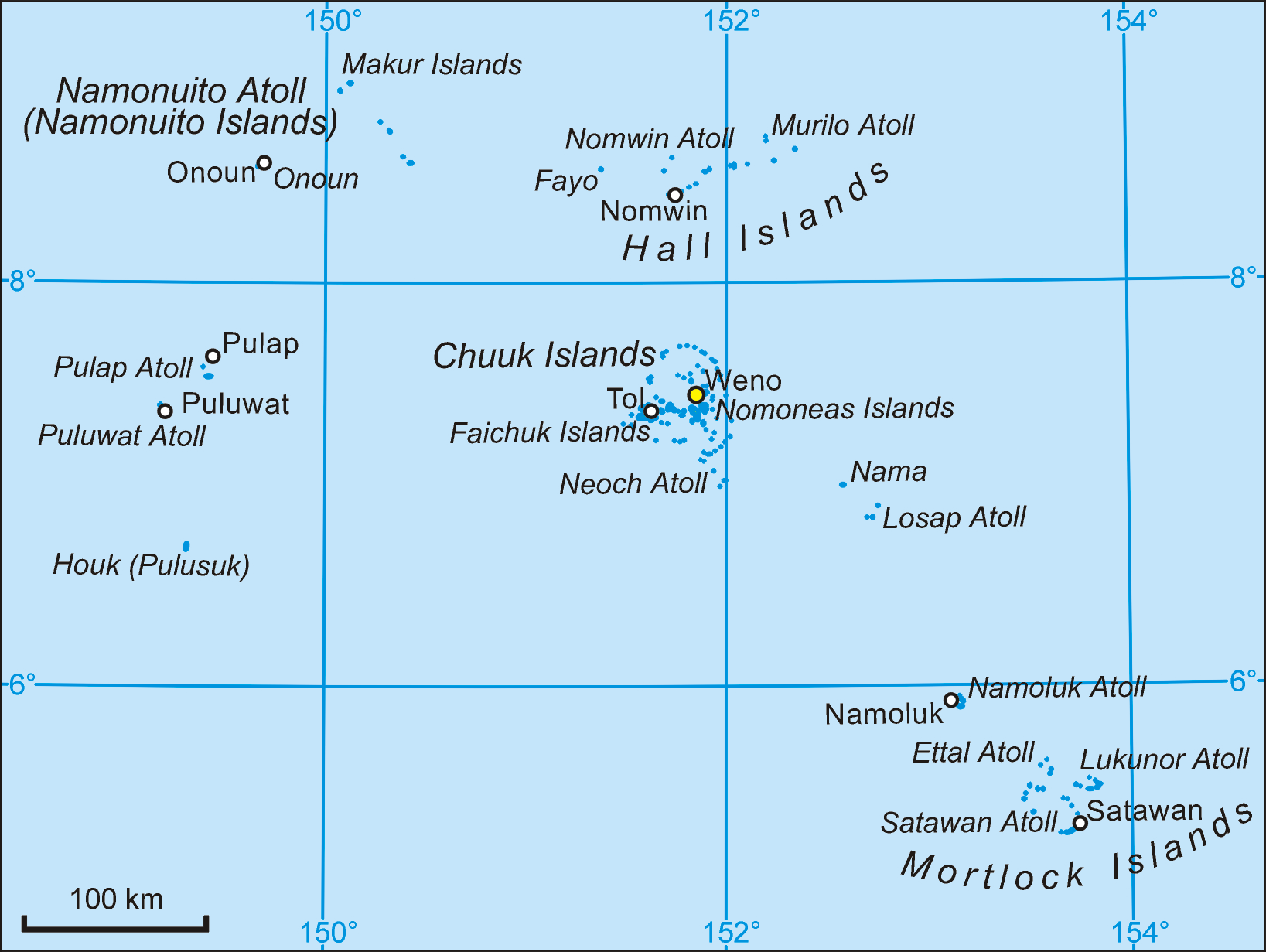
Mapa stanu Chuuk

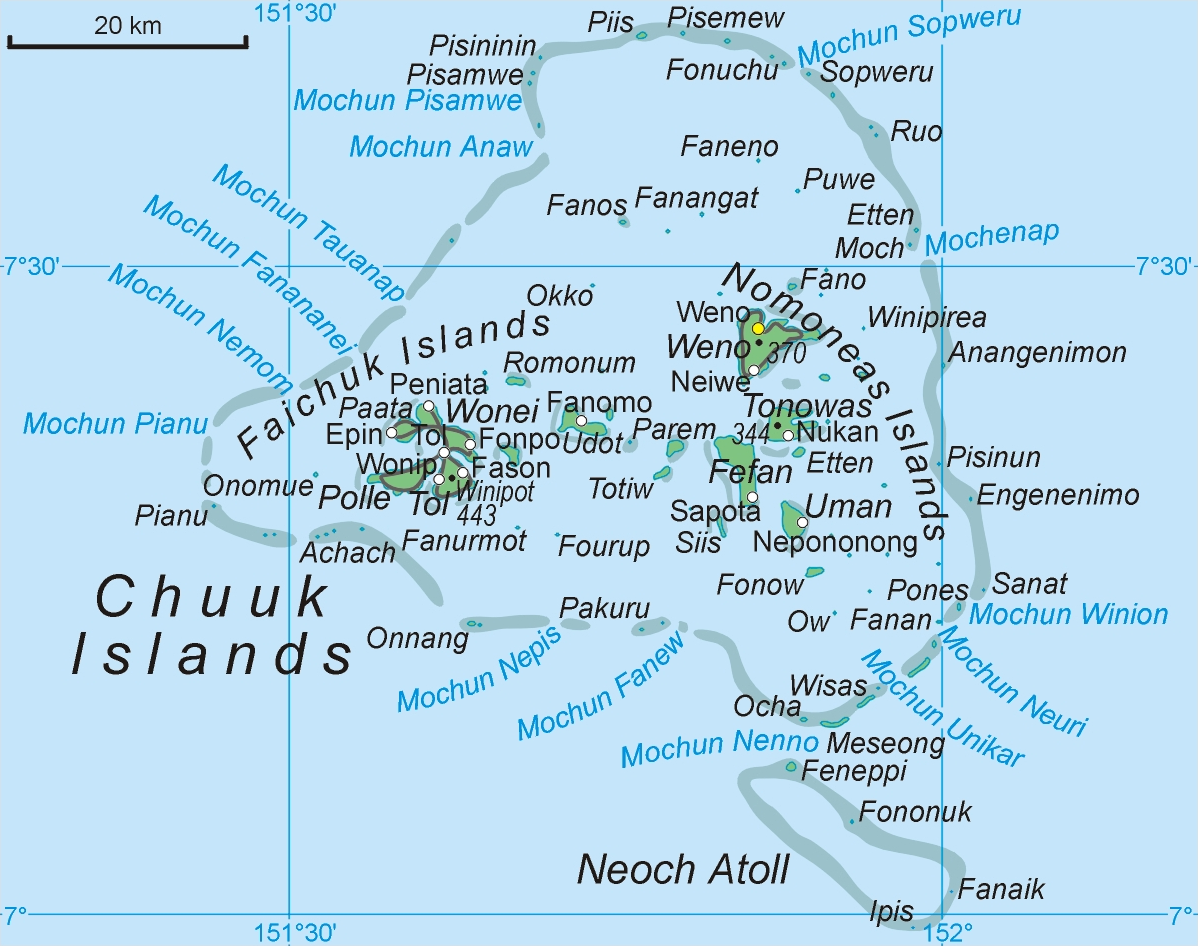
Mapa wysp Chuuk